# Улми (Јаши)
Улми (рум. Ulmi) насеље је у Румунији у округу Јаши у општини Белчешти. Oпштина се налази на надморској висини од 90 m.

## Становништво
Према подацима из 2002. године у насељу је живело 716 становника, од којих су сви румунске националности.